# Namık Kemal
Namık Kemal (21. december 1840 – 2. december 1888) je bil osmanski demokrat, pisatelj, intelektualec, reformator, novinar, dramatik in politični aktivist, ki je vplival na oblikovanje tajne družbe Mladi Osmani in njihove boj za vladno reformo v Osmanskem cesarstvu v poznem obdobju tanzimata, ki je pripeljal do prve ustavne dobe v cesarstvu leta 1876. Kemal je bil še posebej pomemben za zagovarjanje pojmov svobode in domovine  v svojih številnih igrah in pesmih, njegova dela pa bodo močno vplivala na vzpostavitev in prihodnja reformna gibanja v Turčiji, pa tudi v drugih nekdanjih osmanskih deželah. Pogosto velja za ključni pomen pri redefiniranju zahodnih konceptov, kot so naravne pravice in ustavna vlada.

## Zgodnja leta
Osmanski turški državljan Namık Kemal se je rodil v Tekirdağu (takrat del Osmanskega cesarstva, danes v Turčiji) 21. decembra 1840 materi Fatmi Zehri Hanım (ki je imela etnične albanske prednike) in očetu Mustafi Asım Beyu (ki je bil glavni astrolog v sultanovi palači in čigar družina je izvirala iz Jenišehirja v provinci Bursa). Ker v času Osmanskega cesarstva priimki ali družinska imena niso bili v uporabi, "Kemal" ni bil njegov priimek, ampak del njegovega imena. V svoji mladosti je Kemal potoval po Osmanskem cesarstvu, ostal v Konstantinoplu, Karsu in Sofiji ter študiral številne predmete, vključno s poezijo. Leta 1857, pri 17 letih, je Kemal delal v Tercüme Odası (Prevajalski urad) vlade. Vendar pa je zaradi politične narave njegovih zapisov veliki vezir Mehmed Emin Âli paša Kemala prisilil, da zapusti to službo in se je tako pridružil svojemu prijatelju in kolegu, İbrahimu Şinasiju, pri njegovem časopisu Tasvir-i Efkar (Herald idej). Kemal je delal na Tasvir-i Efkar do svojega izgnanstva in bega v Pariz leta 1867.

## Politična kariera

### Mladi Osmani
Mladi Osmani so bili skupina političnih aktivistov, katerih člani so prihajali predvsem iz mlade elite osmanske družbe. Glavni cilj te skupine je bil uvesti politično reformo v skladu z zahodnimi idejami predstavniške vlade.
Po pridružitvi Mladim Osmanom leta 1862 je Kemal nenehno pisal eseje o temah politične, upravne, družbene in zunanjepolitične reforme. Leta 1864 je Kemal prevzel proreformni časopis Tasvir-i Efkar, potem ko je bil njegov prejšnji lastnik in Kemalov prijatelj İbrahim Şinasi prisiljen v izgnanstvo. Leta 1868, potem ko je bil prisiljen poiskati zatočišče v Parizu, je Kemal začel izdajati časopis Hürriyet (Svoboda), ki je prav tako zagovarjal namen Mladih Osmanov. Kemalovi časopisi so hitro postali priljubljeno prizorišče Mladih Osmanov, kjer so izražali svoja protisultanska in proparlamentarna čustva. Vendar pa je bilo zaradi njihove odkritosti veliko Mladih Osmanov, tako kot Kemal, prisiljenih pobegniti iz cesarstva in poiskati zatočišče v zahodni Evropi.
Namık Kemal je občudoval ustavo Tretje francoske republike in povzel politične ideale Mladih Osmanov kot »suverenost naroda, delitev oblasti, odgovornost uradnikov, osebno svobodo, enakost, svobodo misli, svobodo tiska, svoboda združevanja, uživanje lastnine, svetost doma«.
Namık Kemal se je opiral na parlamentarno ustavo Združenega kraljestva, namesto francoske, ki se mu je pod Napoleonom III. zdela preveč avtoritarna. Po drugi strani pa je London s svojo »neuklonljivo močjo javnega mnenja proti oblasti« videl kot »model sveta« v političnih načelih.

## Ideologija in izgnanstvo
Namık Kemal je bil pod močnim vplivom zahodnih predstav o odnosu med vlado in ljudstvom. Kot tak se je on in njegovi rojaki izrekel proti gibanju za centralizacijo vlade, ki so ga izvajali sultan Abdzlaziz (vladal 1861–1876) in njegova svetovalca Mehmed Emin Ali paša in Mehmed Fuad paša. Zaradi svoje kritike vlade je bil Namık Kemal leta 1867 izgnan iz Osmanskega cesarstva in je pobegnil v Pariz, kjer so zatočišče našli številni drugi izgnani Mladi Osmani.
Leta 1869 ali 1870 se je Kemalu dovolilo, da se vrne v Konstantinopel, kjer je nadaljeval s pisanjem za številne časopise, ki so jih vodili Mladi Osmani in nazadnje objavil enega od svojih, Ibret (Opozorilo), v katerem je obravnaval bolj intelektualne, socialne, in nacionalni teme. Eden od časopisov, za katere je sodeloval v tem obdobju, je bil Basiret.
Poleg tega je Kemal po vrnitvi v Konstantinopel napisal svoje najpomembnejše in najvplivnejše delo: igro Vatan Yahut Silistre, kar v prevodu pomeni »Domovina ali Silistra«. Igra pripoveduje zgodbo o osmanskem vojaku, katerega zvestoba svojemu narodu in ne njegova vera ali zvestoba sultanu ga motivira, da med krimsko vojno brani mesto Silistra v Bolgariji pred Rusi. Vpliv teh nacionalističnih čustev, nezaslišanih v Osmanskem cesarstvu pred Kemalom, je bil na turško ljudstvo tako močan, da je bil Kemalov časopis Ibret ukinjen, sam Kemal pa je bil drugič izgnan iz cesarstva. Med tem drugim izgnanstvom se je Kemal zatekel na Ciper, v stavbo, znano kot Namık Kemal Dungeon v Famagusti, kjer je ostal tri leta med letoma 1873 in 1876.
Njegova mojstrovina Oda svobodi povzema njegova politična stališča.

### Pozna kariera
Tako kot mnogi Mladi Osmani je Namık Kemal podprl vzpon Murata V. na prestol po abdikaciji Abdulaziza leta 1876. Vendar je bilo njihovo upanje, da bo Murat uvedel reforme, ki so jih želeli, razblinjeno, kajti hitro je postalo očitno, da ni primeren za vladanje; njegovi šibki živci in alkoholizem so privedli do abdikacije po samo treh mesecih. Namık Kemal je protestiral proti Muratovi odstavitvi in je še naprej podpiral Muratove zahodne politične perspektive, vendar končno njegove prošnje niso imele učinka in Murat V. je leta 1876 odstopil.
Kljub Muratovi abdikaciji je bil leta 1876 ustanovljen prvi osmanski parlament, Generalna skupščina Osmanskega cesarstva, predvsem zaradi pritiska Mladih Osmanov, pa tudi zaradi političnega vpliva Midhat Paše. Medtem ko je bil Abdul Hamid II., sultan, ki je nasledil Murata V., sprva pripravljen dovoliti delovanje parlamenta, se je hitro odločil, da mu je lažje izvesti reformo tako, da prevzame avtokratska pooblastila, namesto da čaka na odobritev izvoljenih uradnikov. Da bi uspešno izvajal svojo avtokratsko vladavino, je Abdul Hamid II. izgnal številne Mlade Osmane, vključno z Namıkom Kemalom, ki so bili kritični do njegove odločitve, da ne upošteva parlamenta. Tako je bil Kemal že tretjič odstranjen iz Konstantinopla, tako da je bil prisiljen na upravni položaj na Chiosu, kjer je leta 1888 umrl.

## Zapuščina
Namık Kemal je imel ogromen vpliv na oblikovanje turške nacionalne identitete. Kemalova osredotočenost na nacionalno zvestobo namesto na zvestobo monarhu (na katero so vplivali zahodnoevropski ideali samouprave) je prispevala ne le k širjenju demokracije v začetku 20. stoletja, ampak tudi k oblikovanju sodobne Republike Turčije po razpadu Osmanskega cesarstva. Ustanovitelj sodobne Turčije, Mustafa Kemal Atatürk, je pogosto pripomnil, da je Kemalovo pisanje kot mladeniča vplivalo nanj in da je bilo pozneje vir navdiha za njegove cilje pri oblikovanju turške vlade in države.

### Romani
- İntibah yahut Ali Beyin sergüzeşiti (1874), (Awakening, or, Ali Bey’s Experiences)
- Cezmi (1887/88), zgodovinski roman, ki temelji na življenju kana krimskih Tatarov iz 16. stoletja

### Drame
- Vatan yahut Silistre
- Akif Bey
- Gülnihal
- Kara Bela
- Zavallı Çocuk
- Celaleddin Harzemşah